# A61 (Frankrijk)
De A61 is een autosnelweg gelegen in het zuiden van Frankrijk die het oostelijk deel vormt van de Autoroute des Deux Mers. De weg verbindt de plaatsen Narbonne (via A9) en Toulouse met elkaar. Aldaar sluit de weg aan op de A62 in de richting van Bordeaux, op de A64 in de richting van Bayonne en de A68 in de richting van Albi via de rondweg van Toulouse. De totale lengte van de autoroute die in 1978 werd geopend bedraagt circa 150 km. De weg, die over het gehele traject tolweg is, wordt geëxploiteerd door de organisatie ASF.

## Knooppunten
- Met de A62 aan de rondweg van Toulouse.
- Met de A68 aan de rondweg van Toulouse.
- Met de A620 aan de rondweg van Toulouse.
- Met de A66 ten westen Villefranche-de-Lauragais.
- Met de A9 bij Narbonne.

## Departementen
- Haute-Garonne
- Aude